# Émeutes en Californie
Pour les articles homonymes, voir Heat Wave.
Émeutes en Californie (Heat Wave) est un téléfilm de 1990, réalisé par Kevin Hooks et traitant des émeutes de Watts à Los Angeles en 1965.

## Synopsis
Cette histoire vraie se passe pendant les Émeutes de Watts.

## Fiche technique
genre : drame, historique

## Distribution
- Sally Kirkland : Mrs. Canfield
- Blair Underwood : Robert Richardson
- Cicely Tyson : Ruthana Richardson
- James Earl Jones : Junius Johnson
- Margaret Avery : Roxie Turpin
- David Strathairn : Bill Thomas
- Glenn Plummer : J.T. Turpin
- Vondie Curtis-Hall : Clifford Turpin
- Paris Vaughan : Lada
- Adam Arkin : Art Berman
- Charlie Korsmo : 12-year-old Jason
- Mark Rolston : Officer Zekanis
- Robert Hooks : Reverend Brooks
- T.E. Russell : Dominique Freeman